# Achtung, die Kurve!
Achtung, die Kurve!, auch bekannt unter den Namen Zatacka (aus tschechisch Bacha! Zatácka ‚Achtung! Kurve‘), ist ein kostenloses Computerspiel für das Amiga-Computersystem und MS-DOS. Das Spiel kann von zwei bis acht Spielern an einer Tastatur gespielt werden und wurde von Filip Oščádal und Kamil Doležal aus Brünn entwickelt. Es erschien 1993 unter dem Namen Dune 3 – Achtung! Die Kurve… für den Commodore Amiga und 1995 als Achtung, die Kurve! für MS-DOS. Das Spiel ist ein Klon des ebenfalls tschechischen DOS-Spiels Cervii (Červi), ebenfalls von 1993.
Das Spiel zeigt Ähnlichkeiten zum Spiel Snake, man steuert eine sich ständig verlängernde „Kurve“. Sobald man die Wand, die eigene Linie oder die eines Gegners berührt, scheidet man aus, die Kurve bleibt allerdings bestehen. Spielziel ist es, länger als die Gegenspieler zu überleben. Das Spiel zeigt auch Ähnlichkeiten zu den Lichtrennern (Light Cycles) des Films Tron (1982). Der Spieler kontrolliert die Kurve mit nur zwei Tasten: eine lässt die Kurve sich linksherum drehen, die andere rechtsherum. Die Kurven knicken allerdings nicht abrupt ab, wie etwa bei Snake, sondern biegen allmählich ab und können einen gewissen Mindestradius nicht unterschreiten.

## Gameplay
Die Spielereinheiten erscheinen an zufälligen Orten auf der Karte und bewegen sich mit einer konstanten Geschwindigkeit, bis sie zusammenstoßen bzw. gewinnen. Durch geschicktes Steuern kann man den Gegenspielern Raum wegnehmen und sie so zu Fehlern zwingen.
In zufälligen Abständen setzt dabei die Kurve aus und bildet Lücken, durch die man mit etwas Geschick hindurchmanövrieren kann. Um zu gewinnen, muss ein Spieler einen Gesamtpunktestand von {\displaystyle (\operatorname {Anzahl_{Spieler}} -1)\cdot 10} erreichen.
Dies entspricht zehn Runden, in denen man bis zum Ende „überlebt“, oder entsprechend mehr Runden bei früherem Ausscheiden.
Am Ende des Spiels erscheinen die Worte Konec hry, die so viel wie Game Over (wörtlich ‚Ende des Spiels‘) bedeuten, auf dem Bildschirm, was vermuten lässt, dass der Autor oder die Autoren aus Tschechien kommen. Außerdem steht tschechisch zatáčka für Kurve.

## Weitere Adaptionen
Erneut populär wurde Achtung, die Kurve! in den 2010er-Jahren durch das Remake als Browserspiel Achtung, die Kurve! 2, später umbenannt in Curve Fever, der niederländischen Autoren Geert van den Burg und Robin Brouns, an welchem ständig weiter gearbeitet wird und Features hinzugefügt werden. Curve Fever 3 wurde am 29. August 2016 veröffentlicht und war für seine unterschiedlichen Kurven bekannt. Der vierte Teil, Curve Fever Pro erschien am 26. Februar 2018. Dieser wurde von Hidden Monster Games veröffentlicht.